# Tolumnia guianensis
Tolumnia guianensis là một loài lan đặc hữu của Hispaniola.